# Нойрид (Мюнхен)
Нойрид (нем. Neuried) — община в Германии, в земле Бавария.
Подчиняется административному округу Верхняя Бавария. Входит в состав района Мюнхен. Население составляет 8411 человек (на 31 декабря 2010 года). Занимает площадь 9,63 км².